# 福谷正信
福谷 正信（ふくたに まさのぶ、1948年 - ）は、日本の経営学者。立命館アジア太平洋大学国際経営学部教授。専門は人的資源管理、労使関係、経営組織。修士（商学・産業関係論）。

## 人物
調査研究テーマは、研究開発戦略と人材マネジメント、ダイバーシティ問題と人事政策、アジア地域の中核人材問題、サービス・イノベーションと人材問題、戦略的人事管理課題、国際人事問題など多岐にわたる。立命館アジア太平洋大学(APU:Ritsumeikan Asia Pacific University)での担当講義は人的資源管理論、労使関係論、国際人的資源管理論。
研究領域は経営戦略転換にともなう、人事政策や制度の設計、さらには運用管理のあり方に関する研究、経営活動における組織行動のあり方に関する研究、産業社会の変貌にともなう労使関係の変貌に関する研究、人材開発とキャリア形成に関する研究と答えている。
2014年4月1日、APU名誉教授称号を授与され、全人格的なものにおよぶ教育により、卒業生とは師弟の枠を超えた関係を続けていると評されている。APU名誉教授称号は教育・研究上またはAPUに対して特に功績顕著であった教員に授与されると、立命館アジア太平洋大学名誉教授規定に定められている。なお大学は在職中である。
2005年6月3日、日本学術会議講堂で開催された、第21回FMES・研連シンポジウムにおいて、「サムスンの技術者育成と技術開発戦略」のテーマで講演を行った。
2006年10月6日、日本ベンチャー学会のイノベーション研究部会シンポジウムでパネリストの一人を務めた。
2005年12月17日、大分県佐伯市主催の市民講座で、「めざそう生涯現役・加齢と能力開発」のタイトルで講師を務めた。

2016年12月3日、食ビジネス・イノベーションリーダー養成講座で「戦略人事とイノベーターの輩出」のテーマで講義を行った。
学生にオススメの本はウェーバーの『プロテスタンティズムの倫理と資本主義の精神』とする。
別府市中心市街地活性化協議会の会長を務める。

2015年10月14日、別府市協働のまちづくり推進委員会の委員長に選出される。
趣味は魚釣り。

## 略歴
- 1971年3月 - 東京理科大学工学部経営工学科卒業
- 1973年3月 - 慶應義塾大学大学院商学研究科修士課程修了
- 1973年4月 - 日本生産性本部勤務
- 1992年10月 - 立教大学経済学部兼任講師
- 1995年4月 - 学習院大学経済学部兼任講師
- 1995年10月 - 国士舘大学政治経済学部兼任講師
- 1998年10月 - 東京理科大学工学部経営工学科兼任講師
- 1998年10月 - 学習院大学経済学部兼任講師
- 2001年4月 - 立命館アジア太平洋大学国際経営学部教授

## 著書
- 『こういう組織が技術者を活かす』 日本実業出版社,1991年（共著）
- 『R&D人材マネジメント』 泉文堂,2001年
- 『グローバル化時代の賃金制度』 社会経済生産性本部,2002年（共編著）
- 『21世紀の評価制度 -評価・処遇システムの新展開-』 社会経済生産性本部生産性労働情報センター,2004年（共著）
- 『研究開発技術者の人事管理』 中央経済社,2007年
- 『アジア企業の人材開発』 学文社,2008年

## 所属学会
- 日本労務学会
- 研究・イノベーション学会
- 政策情報学会
- ドラッカー学会

## その他役職
- 日本労務学会 常任理事・九州部会長（2013年7月 - 2015年8月）
- 研究・イノベーション学会 評議員 九州・中国支部参与（2012年1月 - ）